# 400 mètres haies masculin aux Jeux olympiques de 1900
Pour un article plus général, voir Athlétisme aux Jeux olympiques de 1900.
Navigation
Saint-Louis 1904
L'épreuve du 400 mètres haies masculin aux Jeux olympiques de 1900 s'est déroulée les 14 et 15 juillet 1900 à la Croix-Catelan à Paris, en France. Elle est remportée par l'Américain Walter Tewksbury.

## Résultats

### Finale
| Rang               | Athlète                | Temps    | Notes |
| ------------------ | ---------------------- | -------- | ----- |
| Médaille d'or      | Walter Tewksbury (USA) | 57 s 6   |       |
| Médaille d'argent  | Henri Tauzin (FRA)     | (58 s 3) |       |
| Médaille de bronze | George Orton (CAN)     | (58 s 8) |       |
| —                  | William Lewis (USA)    |          | DNS   |